# Trishula
O trishula (em sânscrito: त्रिशूल; romaniz.: triśūla ["três pontas" ou "lança trifurcada"]; em canarês: ತ್ರಿಶೂಲ; em malaio: trisula; em marata: त्रिशूळ; romaniz.: triśūlla; em malaiala: തൃശൂലം; romaniz.: tr̥iśūlaṁ; em telugo: త్రిశూలం; romaniz.: trisoolam; திரிசூலம்; em tailandês: ตรีศูล; romaniz.: trīṣ̄ūl ou tri) é um tridente, comumente usado como símbolo religioso do hinduísmo e do budismo.
Na Índia e na Tailândia, o termo também se refere frequentemente a uma arma de mão curta que pode ser montada numa vara ou bastão. Mas, ao contrário do sai de Okinawa, o trishula é muitas vezes laminado. Em malaio e indonésio, "trisula" geralmente se refere especificamente a um tridente de longo manuseio, enquanto a versão diminutiva é mais comumente conhecida como chabang ou tekpi.

## Simbolismo

Uma silhueta do trishula

Esta arma possui uma simbologia, com relação ao número de pontas que possui. Por ser um tridente, cada ponta de sua lança tem seu significado, sendo diretamente relacionadas com as três qualidades da matéria: tamas (a inércia ou a existência), rajas (o movimento ou firmamento) e sattva (o equilíbrio ou trevas). Ainda pode ser representado como o passado, presente e o futuro, visto que Shiva domina a naja, serpente mais mortífera de todas, dando assim, potencial de imortalidade.
A deusa Durga também é representada com uma trishula, adorada durante o Sandhikshan do festival de Durga (forma feroz da deusa mãe, chamada de "Invencível").
No corpo humano, o trishula também representa o lugar onde os três princípios nadi, ou canais de energia (ida, pingala e shushmana) se encontram na testa. Shushmana, o central, continua para cima até o 7º chakra, ou centro de energia, enquanto os outros dois terminam na testa, encontra-se o 6º chakra. [carece de fontes?] O ponto central da trishula representa Shushmana, e é por isso que é mais longo do que os outros dois, representando ida e pingala.[carece de fontes?]

## Outros usos
- Trishula às vezes também pode designar o símbolo budista da triratna.
- A deusa Durga mantém um trishula entre outras armas e atributos em suas mãos e entre seu acolhimento, tendo recebido armas celestiais de Shiva e Vishnu.
- No Nepal, o trishula é o símbolo eleitoral do Partido Comunista do Nepal (Marxista-Leninista Unificado).[2]
- Uma palavra semelhante,  Trishel, é a palavra romani para 'cruz'.